# Gumball 3000
Gumball 3000 er et årligt britisk rallyløb, som strækker sig over 4800 km på offentlige veje i hele verden. Løbet blev startet i 1999 af Maximillion Cooper og hans kone og forretningspartner Julie Brangstrup.
Gumball 3000 har tidligere modtaget kritik. To pensionister døde i en ulykke under Gumball 3000-løbet i 2007 i Makedonien, efter deres bil blev ramt af en bil fra Gumball-løbet. Flere deltagere er blevet stoppet for at overtræde fartgrænsen, fået taget kørekortet af politiet og fået deres biler beslaglagt.

## Historie

### 2010
Mere end 100 biler deltog i rallyet i 2010. Rallyet begyndte i London og endte i New York, og kørte gennem Amsterdam, København, Stockholm, Boston, Quebec City og Toronto. Michael Madsen forlod det i Belgien efter en bil blev stoppet af politiet for at overskride fartgrænsen.

### 2011
Rallyet 2011 startede i London og sluttede i Istanbul. det kostede £25,000 per bil for at deltage.

### 2012
Rallyet i 2012 var en 'Sea to Shining Sea'-rute i USA, fra New York til Los Angeles, og stoppede i Toronto, Indianapolis, Kansas City, Santa Fe og Las Vegas.

### 2013
Rallyet i 2013 startede i København, og gik gennem Stockholm, Helsinki, St. Petersburg, Tallinn, Riga, Vilnius, Warszawa, Kraków, og Wien, og sluttede i Monaco.

### 2014
I 2014, med en pris på £40,000, hvor man fik lov til at have to i en bil, startede i Miami, USAs, og gik gennem Atlanta, og sluttede i New York City. Den fortsatte derefter, med deltagere og biler lastet på fly, over til Vesteuropa, der starter i Edinburgh, fortsatte gennem London, Paris og Barcelona, før endelig landing på Ibiza. Sponsorer som AnastasiaDate, Battery Energy Drink, Betsafe, Christie's, Nicolas Feuillatte, og YouTube var til at se på de mange dyre biler.
"Spirit of the Gumball" vinderen i 2014 var deadmau5, og medkørende Tory Belleci i teamet Purrari, hvor de kørte en Ferrari 458.

### 2015
Gumball 3000 i 2015 vil endnu en gang indeholde en flyrejse, dog, i den modsatte retning til hvad de gjorde i 2014. Denne gang starter den nemlig i Europa, specifik Stockholm, Sverige, og vil slutte i United States, specifikt Las Vegas. .Ruten vil som sagt gå igennem Stockholm, derefter Oslo, København, Amsterdam, derefter vil de tage et fly til Reno i et af Gumball 3000's egne fly (Gumball Air), med cirka 100 biler, den 26. maj ved aften. Derefter vil de køre videre til San Fransisco, Los Angeles, og til sidst, Las Vegas.
I Danmark vil det være den 25. maj ved Rosenborg slot fra 15.00-22.00.

## Gumball 3000: The Movie
Gumball 3000: The Movie er en film fra 2003 som varer 98 minutter og lavet af Steven Green og berettet af Burt Reynolds.

## Video game
I 2002 udviklede SCi et Gumball 3000 videospil til Sony PlayStation 2.

## Eksterne links
- Wikimedia Commons har flere filer relateret til Gumball 3000
- Officiel hjemmeside